# Historische Wohnhäuser Quakenbrücks

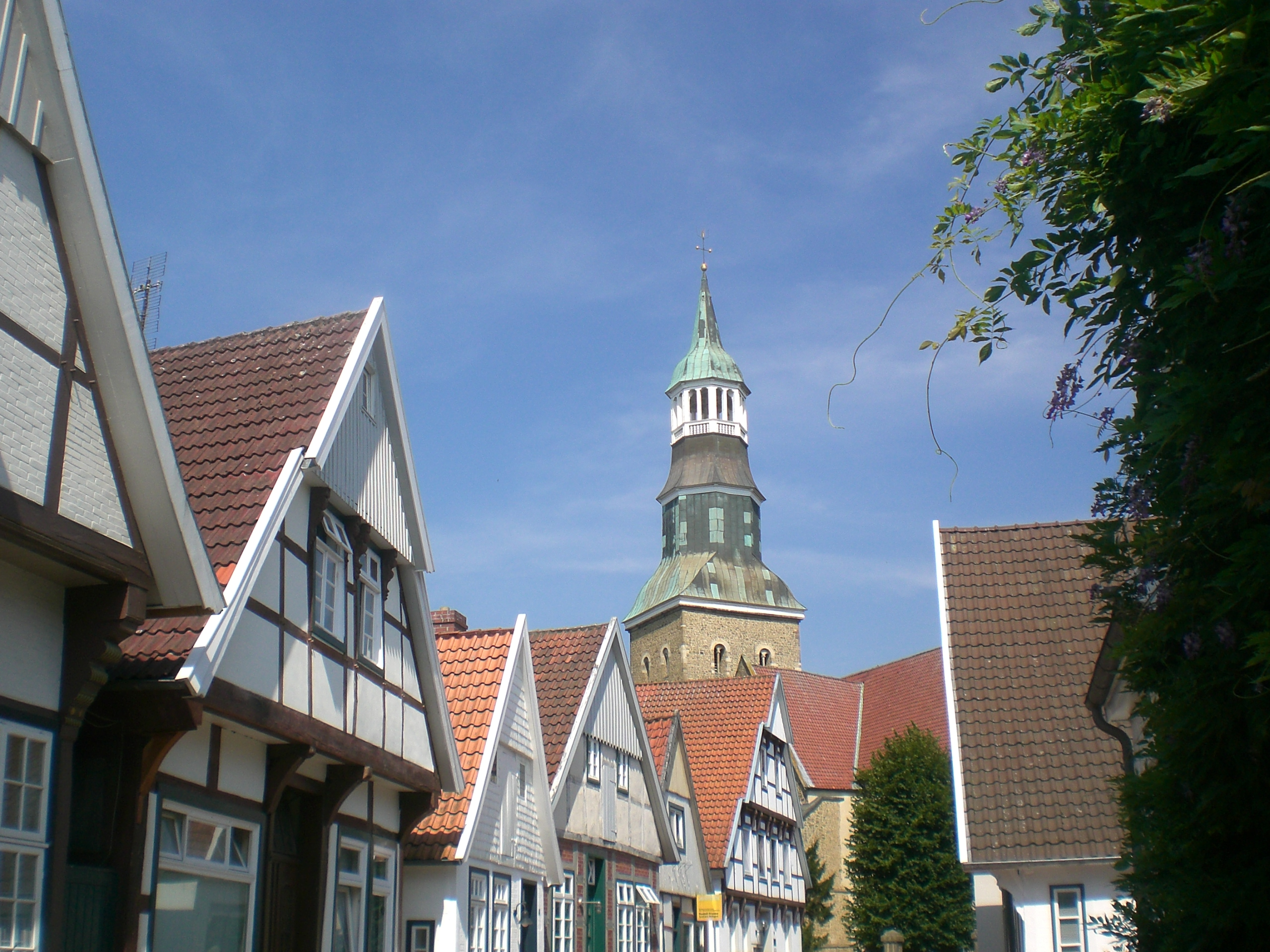
Die Große Kirchstraße hat sich über die Jahrhunderte kaum verändert.

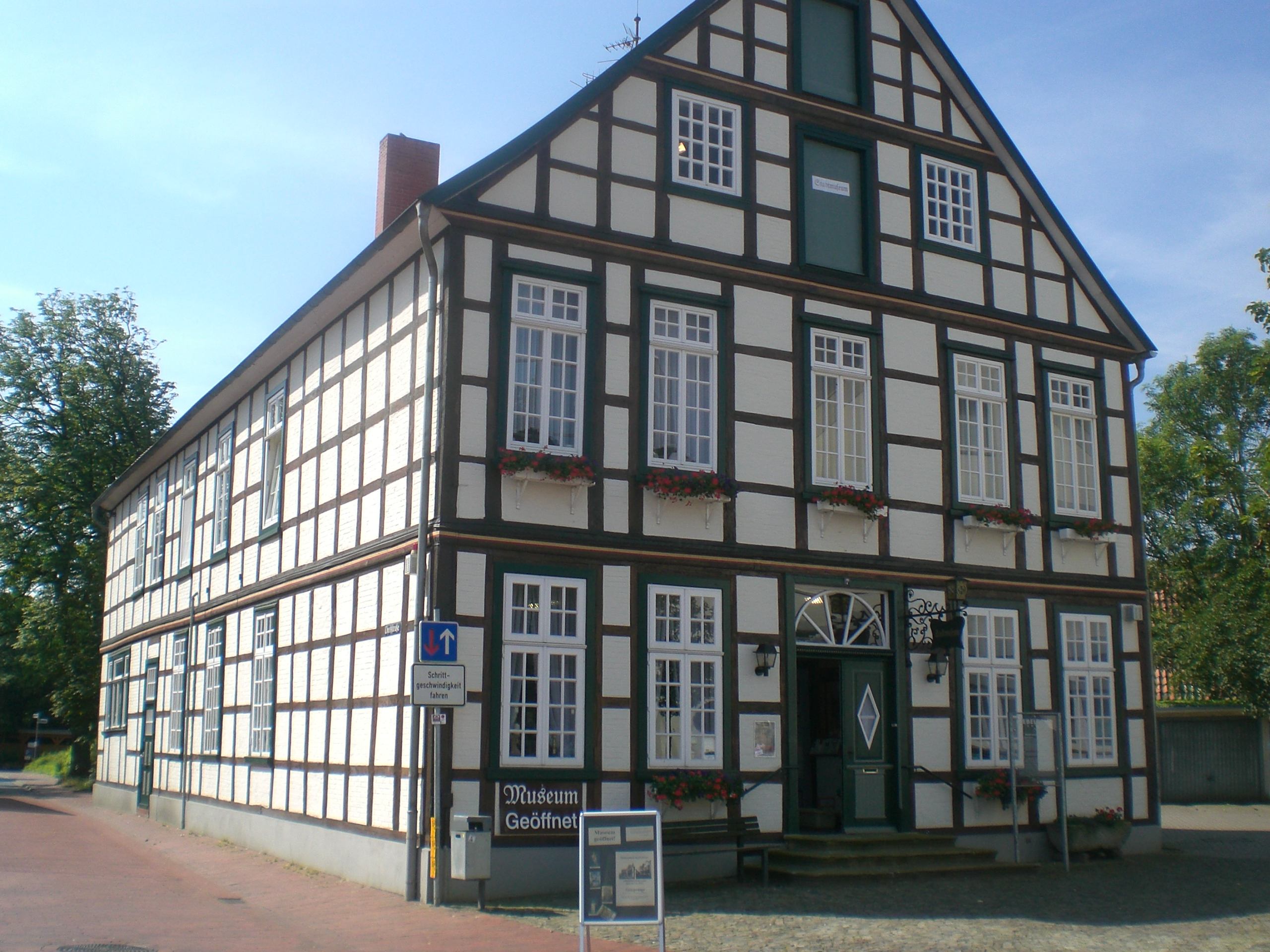
Erste Hälfte 19. Jahrhundert. Einer der letzten großen Fachwerkbauten in der Tradition der Kaufmannshäuser beherbergt heute das Stadtmuseum.

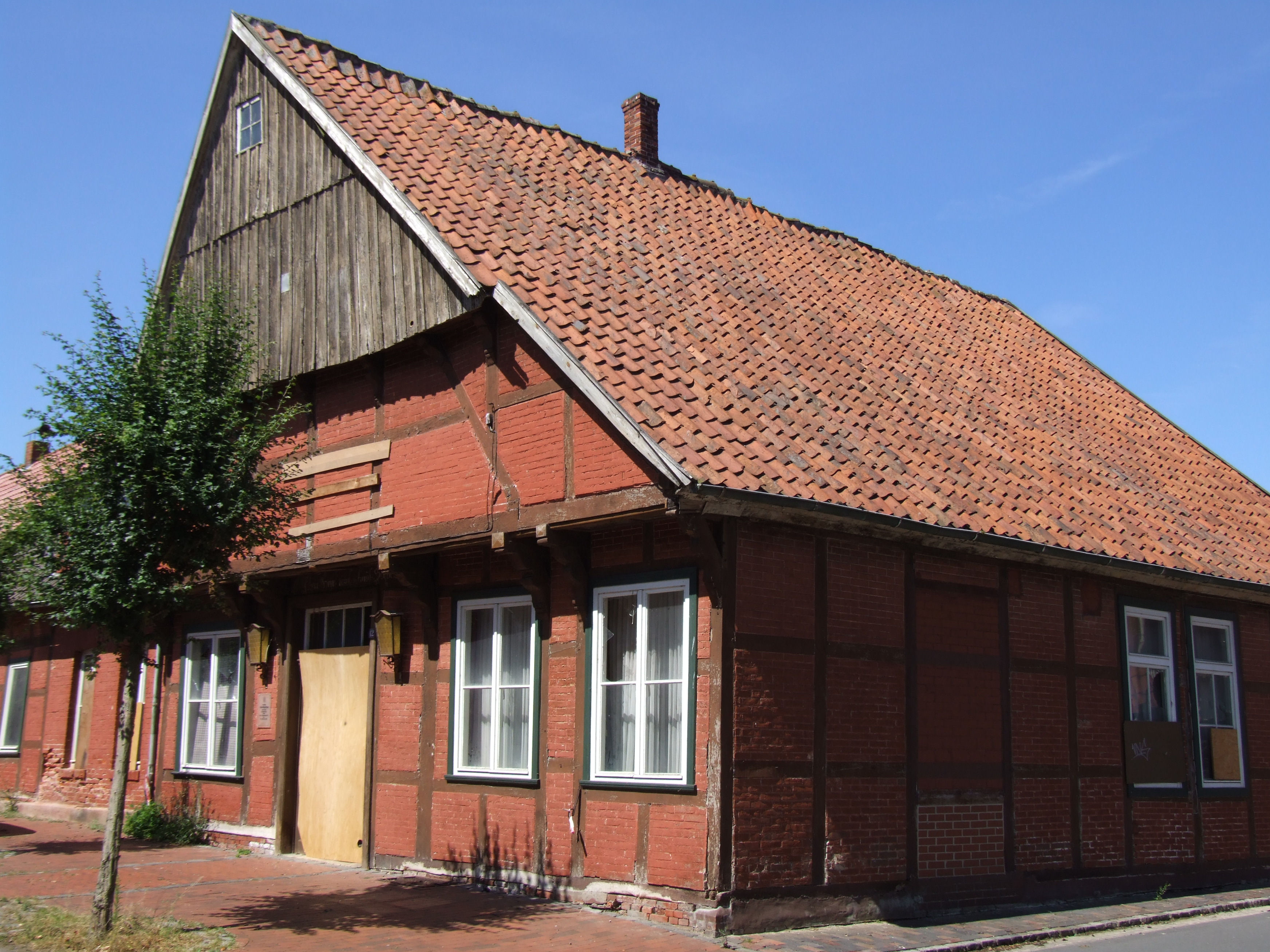
Ehemaliges Fachwerk-Dielenhaus 1655 (kurz vor seiner Sanierung 2008)

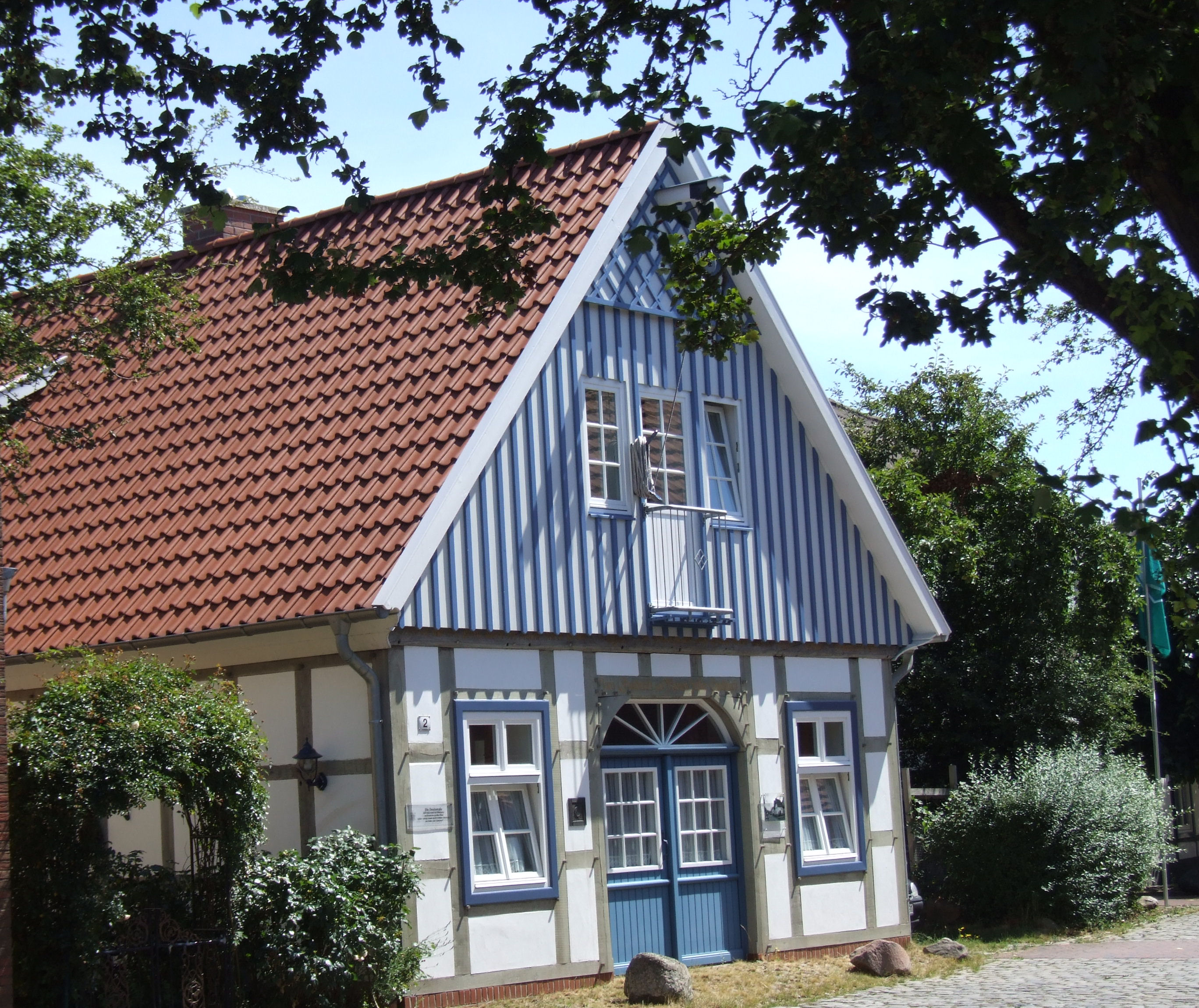
Saniertes ehemaliges Dielenhaus

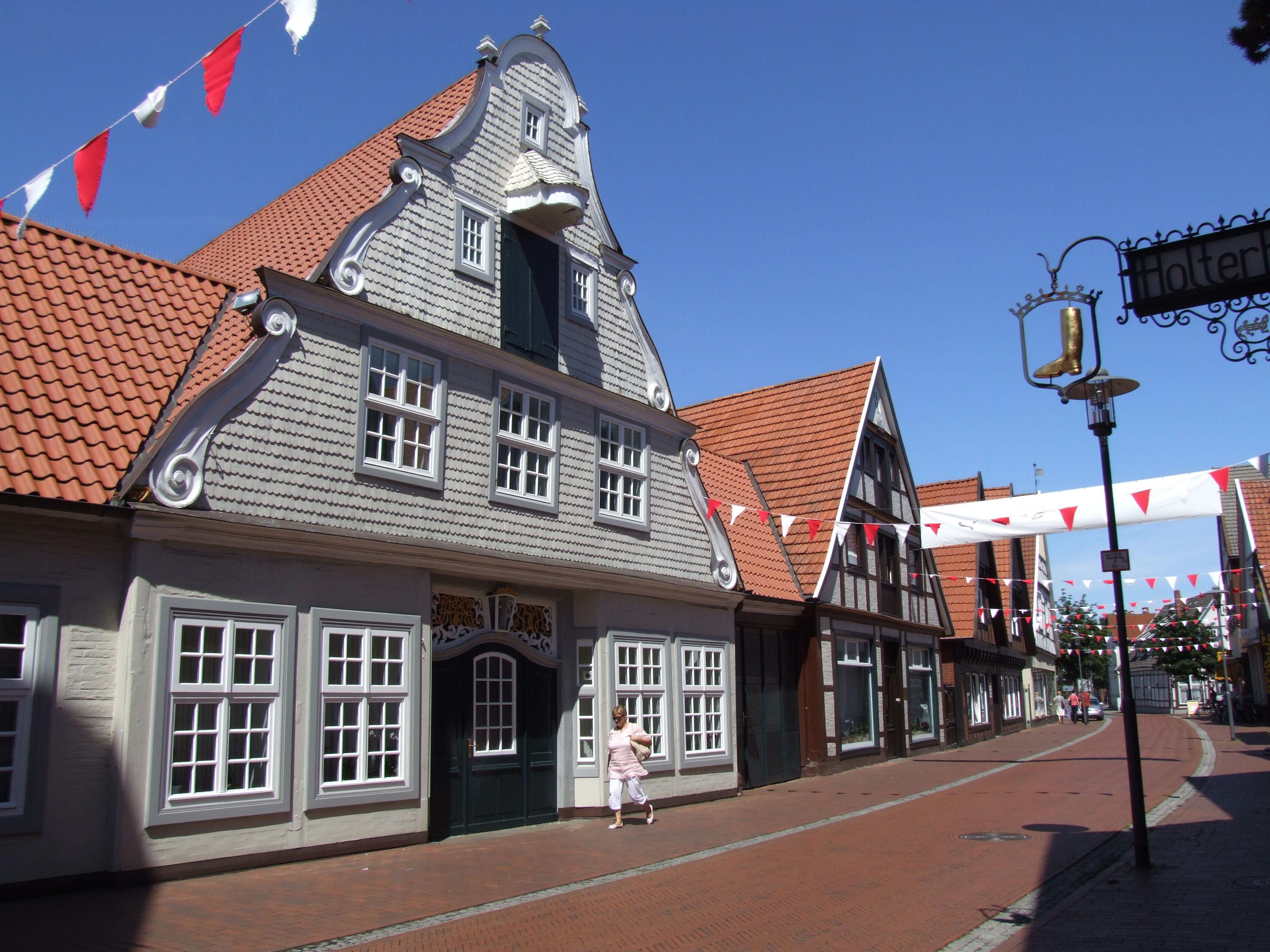
Kaufmannshaus zweite Hälfte 18. Jahrhundert: Betonte Horizontalgliederung durch Gesimse, textile Wandbehandlung durch Verschindelung, geschweifte Giebellinien mit Kranbalken, breites Tor mit prächtigem Oberlicht

Die historischen Wohnhäuser Quakenbrücks prägen das Ortsbild innerhalb des historischen Stadtkerns. Die Stadt zählt rund 100 Fachwerkhäuser aus verschiedenen Jahrhunderten und in verschiedenen Formen,  die es im westlichen Niedersachsen einzigartig machen. Quakenbrück wird in touristischen Publikationen daher gerne Rothenburg des Nordens genannt. 
Die ältesten Häuer sind mit ihren vorkragenden Giebeln der bäuerlichen Bauweise verhaftet. Die ehemalige Ackerbürgerstadt spiegelt sich hier unverkennbar wider, etwa bei dem Haus Koppelmann (Ecke Lange Straße, Bahnhofstraße) oder verschiedenen Gebäuden in der Kuhstraße sowie am St. Antoniort, wo selbst Häuser des ausgehenden 18. Jahrhunderts noch das große Einfahrtstor in ihrer Hausmitte aufweisen. Zu den älteren vorkragenden Häusern zählt auch die Börse am Markt mit ihren früher für Quakenbrück charakteristischen halbkreisförmigen Ständerfüßen im ersten Stockwerk. Dort taucht, wie in der Sylvesterkirche und an Bauernmöbeln, der Artländer Drache auf. Ein Beispiel für ein zweistöckiges vorkragendes Haus ist das Eckhaus Hopfenblüte (Ecke Lange Straße, Alençoner Straße) von 1661, bei dem die untere Vorkragung an die Traufseite verlegt wurde.
Ganz anders gestaltet sind die Häuser des 18. Jahrhunderts. Quakenbrück hatte sich inzwischen zur Handelsstadt entwickelt und so weisen die in jener Zeit errichteten Häuser in der oberen Etage Luken und einen darüber angebrachten Aufzugbalken auf. Dies ist beispielsweise am Haus Mark 7, dem heutigen Stadtmuseum, zu sehen. Die einzelnen Stockwerke kragen nicht mehr vor, sondern sind durch profilierte Gesimse gegliedert – gut am Schröderhaus, Markt 7 mit seinem volutenbekrönten Zwerchgiebel zu erkennen.
Typisch für Quakenbrück sind die meist fensterlosen, aber mit Oberlicht versehenen Haustüren mit Messingbeschlägen. Einige Häuser weisen noch die Utlucht auf, einen seitlich vorspringenden, erkerförmigen Vorbau, der den Blick auf die Längsseite der Straße freigibt. Viele Häuser sind durch dekorative Giebel und eine ausgeprägte Horizontalgliederung gekennzeichnet.
Die Fachwerktradition setzt sich durch das 19. Jahrhundert bis in die Gegenwart fort. Durch die Stadtsanierung von 1988 bis 1992 konnten mehrere Bauten wieder auf ihren historischen Bestand zurückgeführt werden. Umfangreiche Erhaltungsmaßnahmen der letzten Jahrzehnte konnten gleichwohl nicht verhindern, dass die Stadt vor allem in der Neuerungseuphorie der Nachkriegszeit erhebliche Verluste an historischer Bausubstanz erlitt.

## Klassizistisches Handelshaus (heute Stadtmuseum)
Seit 1983 ist das Stadtmuseum am Marktplatz in dem im klassizistischen Stil errichteten zweigeschossigen Giebelhaus aus der Zeit um 1790 untergebracht. Das Haus besitzt noch die ursprüngliche Eingangstür. Umlaufende vorspringende Gesimse trennen die vier Geschosse voneinander. Die Giebelseite, aus deren Spitze der Kranbalken zum Heben von Lasten aus den beiden Lagerluken der Stapelgeschosse hervorragt, ist durch kleinteilige Fenster symmetrisch in fünf Achsen gegliedert. Die dem Marktplatz zugewandte Traufenseite ist ebenfalls fünfachsig.
Nach der Aufgabe des Handelshauses 1841 diente das Gebäude als Hotel Artland'scher Hof (bis 1893) beziehungsweise Artländer Hof (bis 1921). Im ersten Stockwerk des Hotels befand sich ein großer Saal, in dem Vereinsfeste stattfinden konnten und Theaterstücke und Konzerte zur Aufführung kamen. 1921 erwarb die Stadt das Haus und ließ darin sechs Kleinwohnungen einrichten. Im Zuge der Umwidmung als Museum wurde die ursprüngliche Raumanordnung weitgehend wiederhergestellt.